# 野崎満
野崎 満（のざき みつる、1941年1月6日 - 2014年9月15日）は日本の実業家、元常磐交通自動車社長・会長、元いわき商工会議所会頭。

## 略歴
福島県出身。常磐交通自動車の創業家の生まれである。
1981年に常磐交通自動車の代表取締役に就任。翌1982年には二階建バス"グレートスワン"を導入して運行開始、翌1983年には「グレートスワン」を日本初の定期路線バスとして運行開始した。また高速道路の延伸に伴い、いわき市発の高速バス路線の開設に乗り出している。この間、1988年には内紛に伴って社長を解任されたこともあったが、直後に社長に復帰している。
2001年に長男の野崎俊夫へ社長職を譲り代表取締役会長に就任、自身はいわき商工会議所の会頭となる。しかし2004年2月28日に野崎俊夫が急逝、再度社長に復帰した。その後常磐交通自動車の経営の悪化に伴い、2006年2月1日に常磐交通自動車の路線バス・観光バス・運輸の3事業を子会社の常交中小型自動車へ譲渡、これに伴って経営から退いた。
2014年9月15日午後1時43分、大動脈解離のためいわき市の自宅で死去。73歳没。